# Liste der Naturdenkmale in Dobbin-Linstow
Die Liste der Naturdenkmale in Dobbin-Linstow nennt die Naturdenkmale in Dobbin-Linstow im Landkreis Rostock in Mecklenburg-Vorpommern.

## Naturdenkmale
| Bild                          | Nr. | Bezeichnung              | Standort                                               | Beschreibung | Schutzzweck | Verordnung                                                 |
| ----------------------------- | --- | ------------------------ | ------------------------------------------------------ | ------------ | ----------- | ---------------------------------------------------------- |
| BW                            |     | 1 Eiche                  | Dobbin Lustweg (53° 36′ 56″ N, 12° 19′ 44,5″ O)        |              |             | Nr. 77 am 21.10.1938, VO vom 11.10.1938                    |
| BW                            |     | 1 Eiche                  | Dobbin (53° 38′ 28,6″ N, 12° 19′ 6,6″ O)               |              |             | Beschluss Nr. 65 des Rates des Kreises Güstrow, 10.06.1987 |
| mehr Fotos \| Fotos hochladen |     | Schäferbuche             | Dobbin (Neu Dobbin) (53° 37′ 51,2″ N, 12° 19′ 33,8″ O) |              |             | Beschluss Nr. 65 des Rates des Kreises Güstrow, 10.06.1987 |
| BW                            |     | Wildbirne Zwillingsstamm | Dobbin (53° 37′ 45,8″ N, 12° 19′ 10,5″ O)              |              |             | Beschluss Nr. 65 des Rates des Kreises Güstrow, 10.06.1987 |

## Flächennaturdenkmale
| Bild | Nr.         | Bezeichnung                     | Standort                           | Beschreibung        | Schutzzweck | Verordnung |
| ---- | ----------- | ------------------------------- | ---------------------------------- | ------------------- | ----------- | --- |
| BW   | fnd_gue_027 | Eichengruppe bei Zietlitz       | (53° 37′ 38,7″ N, 12° 20′ 55,1″ O) | Fläche 0,40 ha      |             | 1. Unterschutzstellung 1984. Beschluss des Kreistages Güstrow Nr. 15 vom 23.10.1990 über die endgültige Unterschutzstellung als Flächennaturdenkmal. |
| BW   | fnd_gue_028 | Flachmoor auf der Glaver Koppel | (53° 35′ 49,4″ N, 12° 16′ 15,7″ O) | Fläche 1,50 ha. NSG |             | 1. Unterschutzstellung 1984. Beschluss des Kreistages Güstrow Nr. 15 vom 23.10.1990 über die endgültige Unterschutzstellung als Flächennaturdenkmal. |
| BW   | fnd_gue_029 | Linstower Werder                | (53° 36′ 18,8″ N, 12° 23′ 35,5″ O) | Fläche 5,30 ha      |             | 1. Unterschutzstellung 1984. Beschluss des Kreistages Güstrow Nr. 15 vom 23.10.1990 über die endgültige Unterschutzstellung als Flächennaturdenkmal. |
| BW   | fnd_gue_030 | Ochsenwiese am Linstower See    | (53° 36′ 28,7″ N, 12° 24′ 0,5″ O)  | Fläche 1,00 ha      |             | 1. Unterschutzstellung 1984. Beschluss des Kreistages Güstrow Nr. 15 vom 23.10.1990 über die endgültige Unterschutzstellung als Flächennaturdenkmal. |